# Кунь Цань
Кунь Цань (髡殘, 1612 —приб. 1682) — китайський художник, каліграф, літератор часів падіння династії Мін та початку династії Цін.

## Життєпис
Народився 1612 року у м. Улін (тепер Чанде) провінції Хунань. Походив із заможної родини Сусін При народженні отримав ім'я Лю. У дитинстві він захоплювався літературою, живописом і каліграфією. Після падіння династії Мін на півночі країни у 1644 році Кунь Цань тяжко це пережив. У 1652 році поголив голову і вирушив до буддійського монастиря, щоб прийняти чернечу обітницю. У 1654 році Кунь Цань перебрався в Нанкін. Водночас спілкувався з іншими ченцями-художниками: Чжу Да й Шитао. Відвідавши кілька монастирів в тих краях, він осів у храмі на південь від Нанкіна, де й помер настоятелем монастиря Нюшоушан приблизно у 1682 році.

## Творчість
На Кунь Цаня значний вплив справили художники Ван Мен та Шень Чжоу. Найбільш плідно працював у 1657–1674 роках. Основною темою картин було зображення пейзажів та побачених ландшафтів. В його робота багато фантастичних образів, особливістю є суцільна експресія. найвідомішою є картини «Храм Бао'ен поблизу Нанкіна». Його стиль був простим і щирим, але при цьому дуже живим, він часто використовував червоні, коричневі, сині тони. Наприклад, на картині «Застаріла зелень ширяє вгорі», помітна зрілість і майстерність володіння пензлем, а всі будови і дороги розташовані на картині зі смаком. У верхній частині видно ранкові хмари, а в середній — шумливі водоспади. 
Кунь Цань полюбляв самотність, був небагатослівним, часто міг протягом декількох днів не вимовити ні слова. Його глибоко поважали такі письменники, як Гу Яньву, художники Чжоу Лянгуном, Гун Сянем і Чен Чженкуєм за порядність, професіоналізм і патріотизм.